# Gerrardina foliosa
Espèce

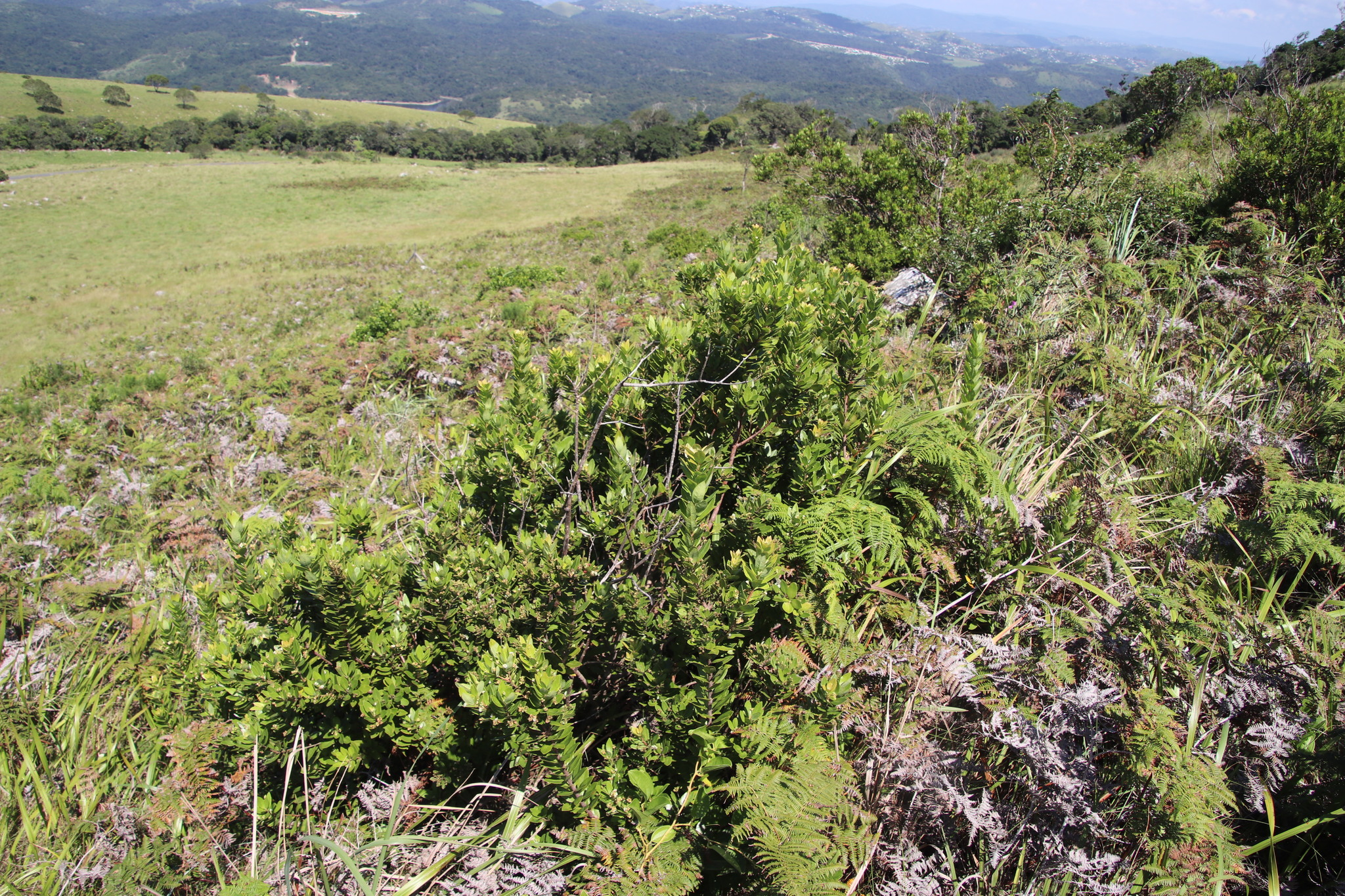
Arbuste Gerrardina foliosa en situation sèche.

Gerrardina foliosa est une espèce de la famille des Gerrardinaceae. L'aire de répartition naturelle de cette espèce est l'Afrique du Sud. C'est un arbuste ou un arbre qui pousse principalement dans le biome subtropical.

## Taxonomie
Gerrardina foliosa appartient au genre Gerrardina qui ne comprend que deux espèces d'arbres et d'arbustes. Jusqu'à récemment, le genre était placé dans la famille polyphylétique des Flacourtiaceae, mais il y était anormal en raison de sa placentation apicale, de ses petits embryons et de son épiderme foliaire mucilagineux. Les analyses des données ADN ont indiqué que le genre ne correspondait à aucune famille végétale connue ni clairement dans un ordre alors reconnu. Une nouvelle famille, les Gerrardinaceae, a donc été créée pour lui. Les analyses ultérieures de données ADN supplémentaires et les données de l'anatomie du bois  ont indiqué que la famille devrait être placée dans l'ordre des Huerteales.

### Systématique
Le nom correct complet (avec auteur) de ce taxon est Gerrardina foliosa Oliv..